# Rhicnocoelia impar
Rhicnocoelia impar är en stekelart som först beskrevs av Walker 1836.  Rhicnocoelia impar ingår i släktet Rhicnocoelia och familjen puppglanssteklar. Enligt den finländska rödlistan är arten nära hotad i Finland. Arten är reproducerande i Sverige. Artens livsmiljö är parker, gårdsplaner och trädgårdar. Inga underarter finns listade i Catalogue of Life.